# إسكندر العازار
إسكندر ألعازار (17 ديسمبر 1855 - 14 يناير 1916) كاتب وصحفي وشاعر عثماني لبناني. ولد في بيروت وتعلم في مدارسها، ثم في سوق الغرب، وعبيه. درس الفقه والاقتصاد. عمل كاتبًا ثم مديرًا في محلّات ماليّة، ثم عيّن عضوًا في محكمة التجارة. كان خطيبًا ممتازًا، تميّز بسلاسة أسلوبه، وشدّة تأثيره. عمل أيضًا صحفيًا، فحرّر في صحف «التقدم»، و«مصر المحروسة»، و«لسان الحال»، و«الأحوال»، «البرق»، و«الوطن» وغيرها. دافع العازار عن القضايا العربية مثل مقاومة الأمير عبد القادر والثورة العربية الكبرى. وهو من أعلام النهضة. له عدة روايات تمثيلية، وأشعار. توفي في مسقط رأسه. 

## سيرته
ولد إسكندر العازار يوم 17 ديسمبر 1855 في بيروت ونشأ بها.  تعلم في مدارسها، ثم في سوق الغرب، وعبية. وتعلم الفقه وعلم الاقتصاد.

عمل العازار موظفاً ومديراً في محلات مالية، ثم عين عضواً في محكمة التجارة. أرسلته الدولة العثمانية إلى باريس ليفاوض وزارة المالية الفرنسية في توحيد الدَّين الفرنسي. ثم طلبته الحكومة الفرنسية في فترة ليون غامبيتا (1881 - 1882) إصدار صحيفة عربية في باريس.

توفي العازار يوم 14 يناير 1916 بمسقط رأسه. 

## مهنته الأدبية
اشتهر إسكندر ألعازار في كتاباته بفصول قصيرة نقدية، وتعليقاته على بعض حوادث عصره، كان يكتبها بأسلوب فكه، وقام بنشرها في جريدة «البرق» الأسبوعية، بعنوان «حواضر البيت» و «ترلي ترلي». كتب كثيراً في الصحف والمجلات، وساعد أديب إسحاق في تحرير «التقدم» و«مصر المحروسة»، وحرر في «لسان الحال» و«الأحوال» و«البرق» و«الوطن» و«الثبات» و«المراقب»، وله مقالات كثيرة في السياسية والشؤون العامة. كتب أيضًا قصصًا مسرحية أو تمثيليات.

### شعره
وصفه معجم البابطين بـ«شاعر وجداني، تأثر بالشعر الأوربي، وبشعراء الرومانسية خاصة، حتى لتجد فيه نفسًا من لامرتين، أثّر بشعره، كما أثّر بنثره، وبحضوره أيضاً، وكانت كتاباته في صحيفة الأخطل الصغير (البرق) تصنع تيارًا أدبيًا. عبارته العربية فيها تماسك ورصانة، وخياله طلق، وإن كبحته البحور والقوافي التي التزم بها، وإن استطاع أن يرقعها في قطع وقصائد وموشحات عبرت عن تموجات نفسه، وخصوصية مشاعره، وهي الطريقة التي مضى فيها تلميذه ومريده الأخطل الصغير.» 

## مؤلفاته
من تمثيلاته:
- «حرب البسوس»
- «من رامَ معاندة الأنثى فليأت لندمغ جبينه»
- «مجاعة رومية»
- «من أشقى الأزواج؟»
- «حواضر البيت»